# Ilkka-Eemeli Laari
IIkka-Eemeli Laari (ur. 29 maja 1989 w Siilinjärvi) – fiński snowboardzista. Nie startował na igrzyskach olimpijskich. Na mistrzostwach świata najlepszy wynik uzyskał na mistrzostwach w Kangwŏn, gdzie zajął 4. miejsce w halfpipe’ie. Najlepsze wyniki w Pucharze Świata osiągnął w sezonie 2008/2009, kiedy to zajął 37. miejsce w klasyfikacji generalnej, a w klasyfikacji halfpipe’a był szósty. Jest brązowym medalistą mistrzostw świata juniorów w halfpipe’ie z 2009 r.

## Sukcesy

### Mistrzostwa Świata
| Miejsce | Dzień       | Rok  | Miejscowość | Konkurencja | Zwycięzca |
| ------- | ----------- | ---- | ----------- | ----------- | --------- |
| 4.      | 23 stycznia | 2009 | Kangwŏn     | Halfpipe    | Ryō Aono  |

### Puchar Świata

#### Miejsca w klasyfikacji generalnej
- 2005/2006 - 220.
- 2007/2008 - 67.
- 2008/2009 - 37.
- 2009/2010 - 150.

#### Miejsca na podium
1. Saas-Fee – 31 października 2008 (halfpipe) - 3. miejsce